# 破戰者
《破戰者》（英語：Warbreaker）是美國小說家布蘭登·山德森所著的奇幻小說。中文版由蓋亞出版，並分為上、下兩集。譯者為章澤儀。

## 故事簡介
哈蘭隼，一個充滿了鮮艷色彩的國度。市井中，識喚術士從他人處取得駐氣，一面吞噬周圍的色彩，一面以命令語施展奇蹟。將死而復生的復歸者被視為神明，享盡榮華之餘，還靠著人民定期呈貢的駐氣延續生命。
義卓司，三百年前流亡皇室所建立的邊境小國。視取得他人駐氣為禁忌。為了防止識喚術的施展，盡可能地辟除色彩，國境內不是灰色便是暗土色。
　　兩國大戰一觸即發。為了緩和緊張情勢，義卓司國王採取聯姻之計，但卻違背婚約，將叛逆活潑的小公主希麗，臨時取代信仰虔誠的大公主維溫娜，將她送入全然陌生的國度，孤身面對汲取他人駐氣以延命的眾神、懷著敵意的祭司，以及高高在上、難以捉摸的「神君」。而從小接受嚴格訓練，如今頓失人生目標的維溫娜，則決定偷偷潛入哈蘭隼，伺機攪亂敵人並救出妹妹......
　　戰爭在即，神秘的神君修茲波朗、據稱因英勇死去而得以重返人世的復歸神萊聲，加上來歷成謎、能力強大的識喚者法榭，成為開戰與否的關鍵。不管是人是神，他們各自必須面對不同的考驗與挑戰，又將如何突破各自的困境？

## 人物介紹
維溫娜
義卓司的大公主。擁有魔髮。原本被許配給敵國的神君，卻因父王的偏愛，而由其妹希麗代替。
之後與其好友帕凜一同前往特提勒城，打算營救其妹並策劃暴動。
雇用丹司、童法克、珠兒三位傭兵，並信任他們。之後遭到背叛，帕凜被害，因此流落街頭。
被法榭所救，而後一起行動。學會了識喚術。
原本個性虔誠端莊，在經歷一番挫折後有所轉變，更為了解自己。
希麗
義卓司的小公主。擁有魔髮，與其大姐不同，不擅控制。代替維溫娜履行婚約。
原本認為自己無足輕重，性格活潑帶點叛逆。她的特質使她很快便適應異國的宮廷生活，並打開神君修茲波朗的心房，與之真心相愛，並發現天大的秘密與陰謀。
個性轉變的更成熟穩重。
丹司
與童法克、珠兒一組的傭兵。事實上是五學者之一，本名瓦拉崔樂。
法榭是他的的舊識與仇人，因為他殺了自己的姐姐與夥伴。
表面上詼諧風趣，其實只是偽裝，並藉此搏得維溫娜的信任，其實只是為了操縱她。最後被法榭所殺。
法榭
外表邋遢、不修邊幅的男人。實際上武藝精湛，學問淵博。個性有點暴躁但真誠待人。
隨身攜帶一把具有人性的強大異能之劍－「宵血」。
奔走於特提勒城的街頭竭阻戰爭。救了維溫娜，之後一同行動。闖入神君殿後，被丹司所擒。最後與他一決死鬥，並取得勝利。
實際上是五學者之一，本名塔克斯。因不明原因殺了五學者之一、丹司的姐姐－夏莎拉。與丹司結仇。
同時也是位復歸者，又被後世稱為篡亂王卡拉德、和平王、祥和王破戰者，只是一般人並不知道他們其實是同一人。他的過去仍充滿謎團。
最後用「諸國大戰」中遺留的軍隊阻止死魂大軍攻向義卓司。
修茲波朗
哈蘭隼的神君，擁有大量駐氣，致使他永生不死，且是唯一達到十級彩息增化的人，不過他的駐氣其實是法榭在三百年前請第一代神君代管的。
沒有舌頭，是為了避免「濫用和平王珍貴的資產」（無法說出命令語就無法移轉駐氣），也因此，心智發展能力似乎不高，無法和外界接觸也是一個原因。
原本是維溫娜要嫁的丈夫，但戴德林王（即義卓司國王）因一己之私而改變計畫贈希麗為妻。其實本人並不如義卓司人所想的邪惡與殘暴，心地十分善良，只是無知。
最後得到萊聲贈與的強大復歸駐氣，身體自動復原並長回舌頭，最後帶領德尼爾雕像大軍試圖對抗死魂兵大軍。
萊聲
復歸者之一，頭銜為「魯莽王萊聲」，復歸前原名史丹尼瑪，是他的大祭司，拉瑞瑪的兄弟，為了拯救拉瑞瑪的女兒而死，成為復歸的原因。
其實只是個記帳員，所以具有抓小錯誤和注意細節，分析局勢的能力，成為神之後一度以為自己生前是警探之類的工作。
和女神薄曦帷紡間擁有密切甚至曖昧的關係，但最後薄曦帷紡逝世，經歷一番思考和折騰後，將自己的生命駐氣賜給修茲波朗。
藍指頭
諸神宮廷中的文書官，是龐卡人〈龐卡為哈蘭隼邊境的一個小省份〉。由於歷史和種族緣故，一直利用手段操縱哈蘭隼和義卓司的重要人物，企圖挑撥並引起兩國大戰。

## 世界觀

### 哈蘭隼
已知是熱帶國家，國人多偏愛使用鮮豔的色彩點綴個人或事物，首都為特提勒城，為一內海的大港，也是諸神宮廷的所在。
國境盛產一種名為"埃橘里之淚"的花，可製成染料，這點間接影響了哈蘭隼人綴色的習慣。
國人會定期進貢自己的駐氣給復歸神和神君，這點促使義卓司認為哈蘭隼是個邪惡的國家。
三百年前的眾國大戰中，哈蘭隼戰勝並成為強國，驅逐往昔的皇族至邊境的高原，流亡皇族便成立了今日的義卓司。

### 義卓司
位於哈蘭隼邊境的高原上，為三百年前哈蘭隼流亡皇族所建。
視識喚術、死魂兵僕等駐氣類的能力為禁忌，為避免識喚術的施行，盡可能移除這個能力需要的媒介之一：顏色。
人民個性保守，遵從「五大願景」，講求低調與謙卑。
根據某些敘述和條件，義卓司所在的高原可能和青藏高原一樣險峻而海拔極高，氣候較為寒冷，地形也窮瘠，發展條件不佳。
有些義卓司人民受不了貧苦的生活，輾轉進入哈蘭隼境內討生活，但飽受歧視。

## 生體彩息
生體彩息，又稱為駐氣，是一股存在於所有生物體內的力量。奧斯群教義將之解釋為靈魂，一般則看作生命力。每個人體內皆有一道，但大小因人而異。
持有駐氣者會使週遭的色彩更為鮮明，稱作生體光氛。
駐氣的大小或數量將會影響一個人的生體光氛、存在感、對於聯繫的觀察力....等第六感。
值得注意的是失去駐氣並不會導致死亡。彩息的轉移不能由外在影響，必須由持有者本身決定。

### 彩息增化
隨著駐氣量的增加，將會增化某些能力，並根據增化能力的不同分為十級，整理如下：
| 增化等級 | 所需駐氣近似值 | 增化能力           |
| 第一級   | 50             | 識別光氛           |
| 第二級   | 200            | 精準音高           |
| 第三級   | 600            | 精準辨色           |
| 第四級   | 1000           | 精準生命感知       |
| 第五級   | 2000           | 駐齡               |
| 第六級   | 3500           | 直覺識喚           |
| 第七級   | 5000           | 識別受術駐氣       |
| 第八級   | 10000          | 中斷識喚命令       |
| 第九級   | 20000          | 強識喚、隔空識喚   |
| 第十級   | 50000          | 隔空識喚、高等召喚 |

## 外部連結
- Sanderson's personal website （页面存档备份，存于）